# Lumpenglocke

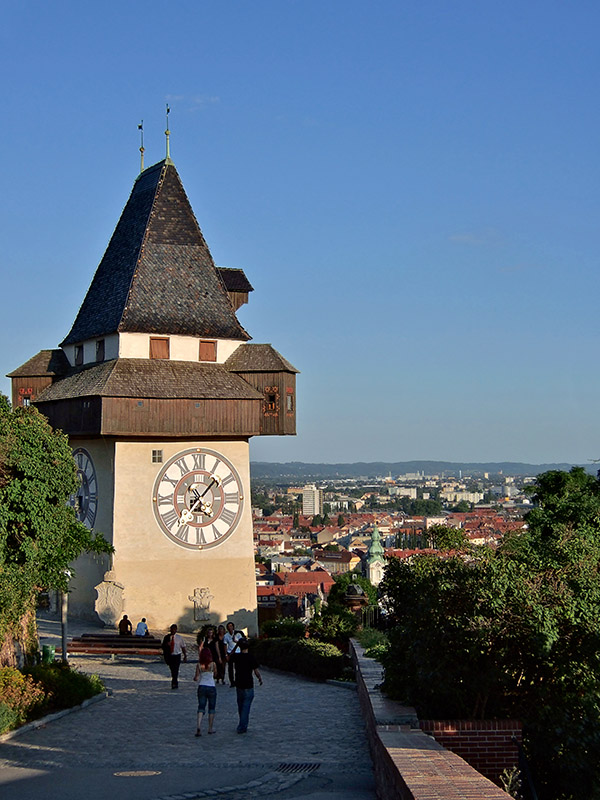
Auch im Grazer Uhrturm hängt eine „Lumpenglocke“

Lumpenglocke (auch Wächterglocke) ist die Bezeichnung für mehrere Glocken, die jeden Abend das Schließen der Stadttore oder die Sperrstunde einläuteten: Die Zecher – die „Lumpen“ – wurden an die späte Stunde erinnert und aufgefordert, nach Hause zu gehen. So heißt es in dem erstmals 1853 veröffentlichten Text „Zuchthausgeschichten von einem ehemaligen Züchtling“:
Bereits hat die „Lumpenglocke“ die ehrsamen und nicht ehrsamen Bürger des Städtleins von den Wein-, Bier- und Branntweinbänken hinweggezaubert oder doch zum Stillschweigen gebracht, …
Nach modernen Begriffen begann die Sperrstunde allerdings recht zeitig. In Bernkastel oder Trier etwa schlug die Lumpenglocke um zehn Uhr abends, in Sopron (dt. Ödenburg, Ungarn) wurden die Trinkgäste sogar schon um acht Uhr aus den Buschenschanken gerufen.
In einigen Orten (z. B. Bernkastel-Kues, Merzig, Trier (Pfarrkirche St. Gangolf) und Koblenz (Liebfrauen)) läutet die Lumpenglocke noch heute jeden Abend zur traditionellen Zeit, auch wenn sie keine Bedeutung mehr für die Sperrstunde hat. In Trier und Koblenz hat die Lumpenglocke aber dadurch eine neue Bedeutung erhalten, dass nach ihrem Läuten das Schlagwerk der Turmuhr über Nacht aus Lärmschutzgründen abgestellt wird, was früher nicht üblich war.
In anderen Orten erfüllten Glocken unter anderem Namen ebenfalls die Funktion einer „Lumpenglocke“. Beispielsweise wurden die Sperrstunde und das Schließen der Stadttore in Schaffhausen (Schweiz) vom „Munotglöckchen“, der Turmglocke der Festung Munot, eingeläutet.
Mit einigen Lumpenglocken verbindet der Volksmund Sagen, beispielsweise in Ladenburg und Mosbach. Dort soll jeweils ein adeliges Fräulein durch das vertraute Glockenläuten den nächtlichen Weg nach Hause wiedergefunden haben.

## Einzelne Lumpenglocken
Im Folgenden werden vorhandene oder ehemalige Lumpenglocken aufgelistet (in Klammern Angabe des Gußjahres). Dabei wird deutlich, dass Glocken mit gleicher oder ähnlicher Funktion auch mit anderen Namen erscheinen:
- Amberg, Martinsbasilika: Sperrglocke (ubz.)
- Bad Hersfeld, Stadtkirche: Lambertusglocke (1382), läutet im Sommerhalbjahr (Ostern bis Michaelis) um 21 Uhr als Bier- und Weinglocke
- Bernkastel, Michaelsturm: im Volksmund als Pillenglocke bekannt
- Grazer Uhrturm (um 1450): früher Armesünderglocke, weil sie zu Hinrichtungen läutete; schon zu dieser Zeit schlug sie aber auch zum Schließen der Stadttore, außerdem zu Beginn und Ende von Jahrmärkten; nach dem Umzug in den Grazer Uhrturm 1819 trägt die Glocke seit dem 19. Jahrhundert auch den Namen Lumpenglocke, weil sie ab 1822 bis Anfang des 20. Jahrhunderts zur Sperrstunde um 23 Uhr läutete; 1852 löste sie außerdem als Feuerglocke die traditionellen Kanonenschüsse als Brandsignal ab, bis sie im frühen 20. Jahrhundert von Sirenen ersetzt wurde[2]
- Greifswald, St. Marien (1981): Die Wächter- oder Saufglocke ist ein inhaltliches wie typographisches Replikat der gesprungenen Vorgängerin aus dem Jahre 1569. Sie trägt die Inschrift DE WACHTER KLOCKE BIN ICK GENANNT, ALLEN FUCHTEN BRODERS WOHL BEKANNT, KROGER, WEN DU HOREST MINEN LUTH, SO JACH DE GESTE TOM HUSE UTH.
- Koblenz, Liebfrauenkirche: eine der Glocken läutet als Lumpenglocke; sie ersetzte die Marienglocke, die laut Inschrift auch zum Torschluss läuten sollte, aber heute nur an Festtagen und als Totenglocke ertönt; die 1962 gegossene Barbaraglocke – die drittgrößte Glocke des vierstimmigen Geläuts – läutet bis heute, in Erinnerung an die Schließung der Stadttore und den wohl zeitgleichen Zapfenstreich, täglich um 22 Uhr, um den Tag auszuläuten; danach schweigen die Glocken der Kirche bis zum frühen Morgen. Der Name Lumpenglocke für dieses Läuten ist mündlich überliefert.
- Konstanz, Schnetztor: (Mitte 15. Jahrhundert), auch Armsünderglocke
- Kronach, Stadtturm: auch Wein- oder Schlafglocke. Im Zweiten Weltkrieg eingeschmolzen und 2010 durch eine neue Glocke ersetzt
- Ladenburg, St. Gallus (15. Jahrhundert). Das Lumpeglöckl läutet jede Nacht um 23 Uhr.
- Mainz, St. Quintin (um 1250)
- Merzig, St. Peter (1966)
- Mosbach: s Lumbeglöggle schlägt jeden Abend um „Dreiviertel Elf“ und erinnert so an die Sage, dass diese Lumpenglocke einst geschlagen haben soll, um die verirrte Pfalzgräfin Johanna aus dem Wald zurück in die Stadt zu geleiten.
- Rostock, St. Marien (1554): Wächterglocke
- Rothenburg ob der Tauber, St. Jakob (1626): Die zweitgrößte Glocke des sechsstimmigen Geläuts von 1626/27 trägt den Namen Eins'gen-Nacht- oder Torglocke.
- Sopron (dt. Ödenburg, Ungarn): Einsatz als Lumpenglocke ab 1523
- Trier, St. Gangolf (1475)
- Überlinger Münster St. Nikolaus (1577), auch Spätwacht
- Wertheim, Stiftskirche (1787): Abend- oder Wächterglocke
- Wien, Stephansdom (1772): Bieringerin. Die erste Erwähnung einer Bierglocke in Wien datiert auf das Jahr 1340.[3]
- Wismar, St. Marien (1902): Die Wächterglocke hatte eine Vorgängerglocke von 1553.
- Wismar, St. Nikolai (1727): Wächterglocke